# Falsoserixia
Falsoserixia är ett släkte av skalbaggar. Falsoserixia ingår i familjen långhorningar.
Kladogram enligt Catalogue of Life:
| Falsoserixia | \| \| Falsoserixia fouqueti \| \| \| \| \| \| Falsoserixia longior \| \| \| \| \| \| Falsoserixia rubrithorax \| \| \| \| \| \| Falsoserixia unicolor \| \| \| \| |
|              | \| \| Falsoserixia fouqueti \| \| \| \| \| \| Falsoserixia longior \| \| \| \| \| \| Falsoserixia rubrithorax \| \| \| \| \| \| Falsoserixia unicolor \| \| \| \| |
|              | Falsoserixia fouqueti |
|              | |
|              | Falsoserixia longior |
|              | |
|              | Falsoserixia rubrithorax |
|              | |
|              | Falsoserixia unicolor |
|              | |